# ساتی ناکوچی (جورجیا)
ساتی ناکوچی (به انگلیسی: Sautee Nacoochee) یک منطقهٔ مسکونی در ایالات متحده آمریکا است که در شهرستان وایت، جورجیا واقع شده‌است.